# 豐業銀行體育館
豐業銀行體育館（英語：Scotiabank Arena），前稱加拿大航空中心（Air Canada Centre），是一座位于加拿大安大略省多倫多市中心的室內體育館，為国家冰球联盟（NHL）多倫多楓葉隊、NBA多伦多暴龍以及國家袋棍球聯盟多倫多岩石隊的主场，1999年開幕起由加拿大航空冠名贊助，2018年起則改由加拿大豐業銀行贊助。場館總面積為665,000平方英尺（61,800平方），東主為楓葉隊和暴龍隊的母公司楓葉體育及娛樂公司（Maple Leaf Sports & Entertainment，簡稱MLSE）。

## 歷史
豐業銀行體育館所在原為加拿大郵政公司的多倫多郵遞中心，於1941年落成後被加拿大國防部徵用以供儲存戰備，第二次世界大戰結束後於1946年交回加拿大郵政公司。南安省兩間地產發展商Bramalea和Trizec於1990年代初計劃聯手從加拿大郵政公司購入此建築，並將之重建成辦公室、零售和住宅項目，但計劃沒有成事，而NBA新增球隊多伦多暴龍的東主則於翌年購入此建築並計劃將之重建為該隊的主場館。項目於1997年3月動工，場館落成前暴龍隊則以天虹體育館（現羅渣士中心）作其主場。
另一方面，国家冰球联盟（NHL）多倫多楓葉隊的母公司楓葉體育及娛樂公司（MLSE）則考慮為該隊興建一座新場館，以取代日趨殘舊的楓葉園，但最終則改為收購暴龍隊及其場館項目。MLSE購入項目後改動場館原有專注籃球賽事的設計，以便其容納楓葉隊的冰球賽；項目原有的2億1700萬元預算上升至2億6500萬元。場館於1999年2月19日開幕，為期20年的場館冠名權由加拿大航空以3千萬美元購入，遂稱為加拿大航空中心。
MLSE於2003年斥資5百萬元改善場館設備，當中包括全新發光二極管標牌系統。該公司再於2015年夏季花費1千萬元提升場館設施，當中新設的記分牌較舊有的大四倍。隨着加拿大航空的命名協議將近屆滿，場館於2017年8月宣布與加拿大豐業銀行達成新的為期20年命名協議，涉及金額約達8億加元，場館遂於2018年7月1日正式改稱豐業銀行體育館。

## 外部連結
- 豐業銀行體育館官方网页（页面存档备份，存于） （英文）